# Taki's Magazine
Taki's Magazine, även kallad "Takimag", är en amerikansk nättidskrift som ges ut av den grekiske journalisten Taki Theodoracopulos. Tidskriften grundades 2007 med det ursprungliga namnet Taki's Top Drawer och publicerar essäer och opinionsartiklar med framför allt libertariansk och paleokonservativ prägel. Bland Takimags mer kända skribenter märks, förutom Theodoracopulos själv, Pat Buchanan, Jim Goad, Michelle Malkin, Paul Gottfried och John Derbyshire.